# Campeonato Mundial de Atletismo em Pista Coberta de 2010 - Salto em altura masculino
A prova do salto em altura masculino do Campeonato Mundial de Atletismo em Pista Coberta de 2010 foi disputada entre 12 e 14 de março no ASPIRE Dome, em Doha.

## Recordes
Antes desta competição, os recordes mundiais e do campeonato nesta prova eram os seguintes:
| Tipo                  | Atleta           | Marca  | Local     | Data               |
| --------------------- | ---------------- | ------ | --------- | ------------------ |
|                       | Javier Sotomayor | 2,43 m | Budapeste | 4 de março de 1989 |
| Recorde do campeonato | Javier Sotomayor | 2,43 m | Budapeste | 4 de março de 1989 |

## Medalhistas
| Ouro             | Prata                  | Bronze            |
| Ivan Ukhov (RUS) | Yaroslav Rybakov (RUS) | Dusty Jonas (USA) |

## Resultados

### Eliminatórias
Estes são os resultados das eliminatórias. Classificaram-se para a final todos os que atingiram 2,31 metros (Q) ou, no mínimo, oito atletas com as melhores marcas (q).
| Pos. | Atleta                 | 2.18 | 2.23 | 2.26 | 2.29 | Res. | Notas                |
| ---- | ---------------------- | ---- | ---- | ---- | ---- | ---- | -------------------- |
| 1    | RUS Ivan Ukhov         | xo   | o    | o    | o    | 2.29 | q                    |
| 2    | RUS Yaroslav Rybakov   | o    | o    | o    | xo   | 2.29 | q                    |
| 3    | GBR Samson Oni         | xo   | o    | o    | xx   | 2.26 | q                    |
| 3    | USA Jesse Williams     | xo   | o    | o    | xx   | 2.26 | q                    |
| 5    | GER Martin Günther     | o    | xxo  | xo   | xxx  | 2.26 | q                    |
| 6    | BOT Kabelo Kgosiemang  | o    | o    | xxo  | xx   | 2.26 | q                    |
| 6    | CYP Kyriakos Ioannou   | -    | o    | xxo  | xx   | 2.26 | q                    |
| 6    | USA Dusty Jonas        | o    | o    | xxo  | xx   | 2.26 | q                    |
| 9    | GBR Tom Parsons        | o    | xo   | xxo  | xxx  | 2.26 |                      |
| 9    | UKR Yuriy Krymarenko   | xo   | o    | xxo  | xxx  | 2.26 | Recorde da temporada |
| 11   | BAH Trevor Barry       | o    | o    | xxx  |      | 2.23 | Recorde da temporada |
| 11   | CZE Jaroslav Bába      | o    | o    | xxx  |      | 2.23 |                      |
| 11   | FIN Osku Torro         | o    | o    | xxx  |      | 2.23 |                      |
| 14   | QAT Mutaz Essa Barshim | o    | xo   | xxx  |      | 2.23 |                      |
| 15   | BAH Donald Thomas      | xo   | xxx  |      |      | 2.18 |                      |
| 16 ! | CHN Zhang Shufeng      | xx-  |      |      |      | NM   |                      |
| 16 ! | KAZ Sergey Zasimovich  | xxx  |      |      |      | NM   |                      |
| 16 ! | UKR Dmytro Dem'yanyuk  | x    |      |      |      | NM   |                      |
| 16 ! | FRA Mickaël Hanany     |      |      |      |      | DNS  |                      |

### Final
Estes são os resultados da final:
| Pos               | Atleta                | 2.20 | 2.24 | 2.28 | 2.31 | 2.36 | 2.41 | Res. | Notas            |
| ----------------- | --------------------- | ---- | ---- | ---- | ---- | ---- | ---- | ---- | ---------------- |
| Medalha de ouro   | RUS Ivan Ukhov        | o    | o    | x-   | o    | o    | xx   | 2.36 |                  |
| Medalha de prata  | RUS Yaroslav Rybakov  | o    | o    | o    | o    | xxx  |      | 2.31 |                  |
| Medalha de bronze | USA Dusty Jonas       | o    | o    | o    | xo   | xxx  |      | 2.31 |                  |
| 4                 | CYP Kyriakos Ioannou  | xxo  | o    | o    | xxx  |      |      | 2.28 |                  |
| 5                 | USA Jesse Williams    | o    | -    | xo   | xx-  | x    |      | 2.28 |                  |
| 6                 | BOT Kabelo Kgosiemang | xo   | o    | xxo  | xxx  |      |      | 2.28 | Recorde nacional |
| 7                 | GBR Samson Oni        | o    | o    | xxx  |      |      |      | 2.24 |                  |
| 8                 | GER Martin Günther    | xo   | xxo  | xxx  |      |      |      | 2.24 |                  |

Legenda
| Recorde mundial       | Recorde mundial (World record)               |                       | Recorde africano                      | Recorde africano (African) |                                           | Q | Classificado por posição (Qualified) |
| Recorde do campeonato | Recorde do campeonato (Championship record)  | Recorde da América    | Recorde da América (Americas)         | q                          | Classificado por melhor tempo (Qualified) |   |                                      |
| Melhor marca do ano   | Melhor marca do ano (World leading)          | Recorde asiático      | Recorde asiático (Asian)              | DNS                        | Não largou (Did not start)                |   |                                      |
| Recorde nacional      | Recorde nacional (National record)           | Recorde europeu       | Recorde europeu (European)            | DNF                        | Não terminou (Did not finish)             |   |                                      |
| Recorde pessoal       | Recorde pessoal do atleta (Personal best)    | Recorde da Oceania    | Recorde da Oceania (Oceania)          | DSQ / DQ                   | Desclassificado (Disqualified)            |   |                                      |
| Recorde da temporada  | Recorde da temporada do atleta (Season best) | Recorde sul-americano | Recorde sul-americano (South America) | NM                         | Sem marca (No mark)                       |   |                                      |